# Lista siturilor arheologice din județul Timiș - Ș
Lista siturilor arheologice din județul Timiș - Ș conține toate siturile arheologice din județul Timiș înscrise în Repertoriul Arheologic Național (RAN) și aflate în localități al căror nume începe cu litera Ș. RAN este administrat de Ministerul Culturii și Patrimoniului Național și cuprinde date științifice, cartografice, topografice, imagini și planuri, precum și orice alte informații privitoare la zonele cu potențial arheologic, studiate sau nu, încă existente sau dispărute.
Puteți căuta un sit din localitățile care încep cu litera Ș folosind formularul de mai jos sau puteți naviga prin toate siturile din județ la Lista siturilor arheologice din județul Timiș.
| Cod RAN      | Denumire | Localitate                    | Adresă            | Datare        | Descoperit | Coordonate                                    | Imagine           | Erori            |
| ------------ | --- | ----------------------------- | ----------------- | ------------- | ---------- | --------------------------------------------- | ----------------- | ---------------- |
| 158788.01.01 | Situl arheologic de la Șag-"Mlaca" / ansamblu anonim (Categorie: locuire) (Tip: așezare)                                                                                      | sat Șag, comuna Șag           | tm, punct Mlaca   |               |            | 45°38′28″N 21°12′02″E / 45.64111°N 21.20056°E | Încărcați imagine | Raportați eroare |
| 158788.01.02 | Situl arheologic de la Șag-"Mlaca" / ansamblu anonim (Categorie: locuire) (Tip: așezare)                                                                                      | sat Șag, comuna Șag           | tm, punct Mlaca   |               |            | 45°38′28″N 21°12′02″E / 45.64111°N 21.20056°E | Încărcați imagine | Raportați eroare |
| 158788.01.03 | Situl arheologic de la Șag-"Mlaca" / ansamblu anonim (Categorie: locuire) (Tip: așezare)                                                                                      | sat Șag, comuna Șag           | tm, punct Mlaca   |               |            | 45°38′28″N 21°12′02″E / 45.64111°N 21.20056°E | Încărcați imagine | Raportați eroare |
| 158788.01.04 | Situl arheologic de la Șag-"Mlaca" / ansamblu anonim (Categorie: locuire) (Tip: așezare)                                                                                      | sat Șag, comuna Șag           | tm, punct Mlaca   |               |            | 45°38′28″N 21°12′02″E / 45.64111°N 21.20056°E | Încărcați imagine | Raportați eroare |
| 158788.02.01 | Așezarea neolitică de la șag - Gostat / ansamblu anonim (Categorie: locuire) (Tip: Așezare)                                                                                   | sat Șag, comuna Șag           | Gostat            |               |            |                                               | Încărcați imagine | Raportați eroare |
| 158788.03.01 | Așezarea eneolitică de la Șag - Șag II / ansamblu anonim (Categorie: locuire) (Tip: Așezare)                                                                                  | sat Șag, comuna Șag           | Șag II            | Tiszapolgár   |            |                                               | Încărcați imagine | Raportați eroare |
| 158788.04.01 | Situl arheologic de la Șag / ansamblu anonim (Categorie: locuire) (Tip: Așezare)                                                                                              | sat Șag, comuna Șag           |                   |               |            |                                               | Încărcați imagine | Raportați eroare |
| 158788.04.02 | Situl arheologic de la Șag / ansamblu anonim (Categorie: locuire) (Tip: Așezare)                                                                                              | sat Șag, comuna Șag           |                   | sec. VII-IX   |            |                                               | Încărcați imagine | Raportați eroare |
| 158788.05.01 | Valul roman de la Șag / ansamblu anonim (Categorie: locuire) (Tip: val de apărare)                                                                                            | sat Șag, comuna Șag           |                   |               |            |                                               | Încărcați imagine | Raportați eroare |
| 158788.06.01 | Situl arheologic de la Șag - La Pompă / ansamblu anonim (Categorie: locuire) (Tip: Așezare)                                                                                   | sat Șag, comuna Șag           | La Pompă          |               |            |                                               | Încărcați imagine | Raportați eroare |
| 158788.06.02 | Situl arheologic de la Șag - La Pompă / ansamblu anonim (Categorie: locuire) (Tip: Așezare)                                                                                   | sat Șag, comuna Șag           | La Pompă          |               |            |                                               | Încărcați imagine | Raportați eroare |
| 155939.01.01 | Așezarea daco-romană de la Șandra / ansamblu anonim (Categorie: locuire) (Tip: Așezare)                                                                                       | sat Șandra, comuna Șandra     |                   |               |            |                                               | Încărcați imagine | Raportați eroare |
| 157175.01.01 | Mănăstirea Benedictină de la Șemlacu Mare / ansamblu anonim (Categorie: construcție de cult) (Tip: Mănăstire benedictină)                                                     | sat Șemlacu Mare, oraș Gătaia |                   | sec. XII-XIII |            |                                               | Încărcați imagine | Raportați eroare |
| 157184.01.01 | Mănăstirea ortodoxă cu hramul Intrarea Sfintei Fecioare în Biserică de la Șemlacu Mic - Mănăstirea Săraca / ansamblu anonim (Categorie: construcție de cult) (Tip: Mănăstire) | sat Șemlacu Mic, oraș Gătaia  | Mănăstirea Săraca | sev. XV       |            |                                               | Încărcați imagine | Raportați eroare |
| 159062.01.01 | Așezarea daco-romană de la Șipet / ansamblu anonim (Categorie: locuire) (Tip: Așezare)                                                                                        | sat Șipet, comuna Tormac      |                   |               |            |                                               | Încărcați imagine | Raportați eroare |
| 159062.02.01 | Așezarea daco-romană de la Șipet / ansamblu anonim (Categorie: locuire) (Tip: Așezare)                                                                                        | sat Șipet, comuna Tormac      |                   |               |            |                                               | Încărcați imagine | Raportați eroare |
| 159062.03.01 | Așezarea daco-romană de la Șipet / ansamblu anonim (Categorie: locuire) (Tip: Așezare)                                                                                        | sat Șipet, comuna Tormac      |                   |               |            |                                               | Încărcați imagine | Raportați eroare |
| 159062.04.01 | Vetrele de epocă daco- romană de la Șipet / ansamblu anonim (Categorie: componente construcție) (Tip: vetre de cuptoare pentru reducerea minereului de fier)                  | sat Șipet, comuna Tormac      |                   |               |            |                                               | Încărcați imagine | Raportați eroare |
| 159062.05.01 | Așezarea daco-romană de la Șipet / ansamblu anonim (Categorie: locuire) (Tip: Așezare)                                                                                        | sat Șipet, comuna Tormac      |                   |               |            |                                               | Încărcați imagine | Raportați eroare |
| 159062.06.01 | Așezarea daco-romană de la Șipet / ansamblu anonim (Categorie: locuire) (Tip: Așezare)                                                                                        | sat Șipet, comuna Tormac      |                   |               |            |                                               | Încărcați imagine | Raportați eroare |
| 159062.07.01 | Așezarea daco-romană de la Șipet / ansamblu anonim (Categorie: locuire) (Tip: Așezare)                                                                                        | sat Șipet, comuna Tormac      |                   |               |            |                                               | Încărcați imagine | Raportați eroare |
| 158813.01.01 | Movila de epocă necunoscută de la Știuca / ansamblu anonim (Categorie: descoperire funerară) (Tip: Movilă)                                                                    | sat Știuca, comuna Știuca     |                   |               |            |                                               | Încărcați imagine | Raportați eroare |